# The Wolds

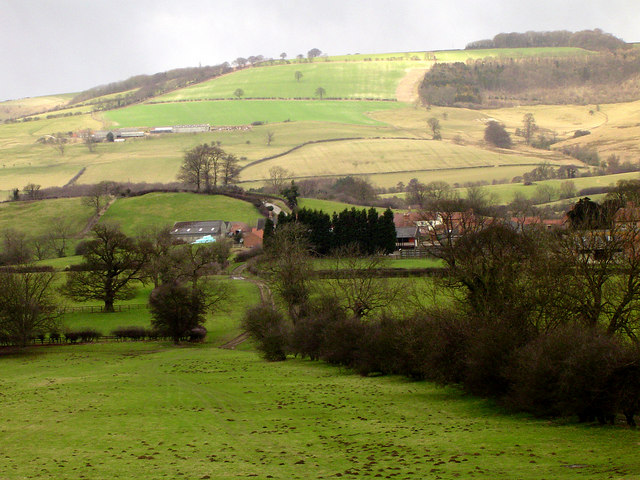
Wolds en Yorkshire, Inglaterra.

The Wolds es un término utilizado en Inglaterra para describir una serie de colinas de baja elevación y abruptos valles que consisten de terreno abierto que se extiende sobre una base de caliza o tiza que se depositaron durante el período Cretácico. La configuración de valles amplios de los Wolds se conformó durante la última era glaciar mediante el desgaste producido por los glaciares y el agua de deshielo.
Existen dos zonas con estas características, ambas remanentes de un sistema de tiza mucho más extenso. Desde un punto de vista geológico ambas forman parte de una misma formación pero se encuentran separadas físicamente por el estuario del Humber.
Adicionalmente se encuentran los Cotswolds, que son un conjunto de colinas de caliza en el Sudoeste de Inglaterra.